# Alsómarác község
Alsómarác község  (szlovén nyelven Občina Moravske Toplice) a Muravidék szlovéniai magyarok által is lakott területén található, valamint a Pomurska statisztikai régió része.

## Gazdaság
A község lakosságának fő gazdasági tevékenysége a termékeny földeken folytatott mezőgazdasági tevékenység. Emellett 1960-ban  Moravske Toplice vidékén a kőolajkutatás melléktermékeként 1417 méter mélyen 72 fokos hőforrásokat tártak fel, amire jelentős fürdőkultúra épült, élénk idegenforgalommal.
A község területén látható még néhány fontos kulturális emlék is, mint az Árpád-kori Szent Miklós-körtemplom Nagytótlak (Selo) faluban, valamint a Bagonya településen 1924-ben Jože Plečnik által épített templom.

## A község települései
Alsómarác községhez székhelyén, Alsómarácon (Moravske Toplice) kívül a következő falvak tartoznak: (Zárójelben a szlovén név szerepel, de legtöbbször a helyi magyarok is ezeket a névváltozatokat használják, mivel a települések magyar nevüket jórészt csak a 19. század végi földrajzinév-magyarosítások idején kapták, és ezek azóta feledésbe merültek, a térképeken sem szerepelnek.)
Alsójánosfa (Ivanjševci), Alsószentbenedek (Ivanovci), Andorhegy (Andrejci), Bakónak (Bukovnica), Berkeháza (Berkovci), Csekefa (Čikečka vas), Felsőszentbenedek (Kančevci), Filóc (Filovci), Gerőháza (Lončarovci),  Kisfalu (Pordašinci), Kismálnás (Mlajtinci), Lendvakislak (Krnci), Lukácsfa (Lukačevci), Mártonhely (Martjanci), Mezővár (Tešanovci), Nagytótlak (Selo), Pártosfalva (Prosenjakovci), Rátkalak (Ratkovci), Szárazhegy (Suhi Vrh), Szécsiszentlászló (Motvarjevci), Szentbibor (Sebeborci), Szerdahely (Središče), Újtölgyes (Noršinci), Úrdomb (Fokovci), Zalabagonya (Bogojina), Zalaivánd (Ivanci) és Zsidahegy (Vučja Gomila).

## Népesség
| Lakosok száma | 6082 | 6029 | 5970 | 5961 | 5894 | 5894 | 5831 | 5830 | 5853 | 5879 |
|               | 2008 | 2009 | 2011 | 2012 | 2013 | 2015 | 2016 | 2017 | 2019 | 2020 |